# Bitwa w Zatoce Caldera
Bitwa w Zatoce Caldera – starcie zbrojne, które miało miejsce 23 kwietnia 1891 roku w trakcie wojny domowej w Chile (1891). 
W roku 1891 doszło do wybuchu wojny domowej w Chile, pomiędzy zwolennikami prezydenta José Manuela Balmacedy a Kongresem na tle polityki ekonomicznej. Partię kongresową poparła flota wojenna, prezydenta zaś armia. W kwietniu flota kongresu licząca 6 okrętów pancernych, 1 kanonierkę, 2 korwety i 1 fregatę udała się na północ kraju. 
18 kwietnia okręty rządowe pod dowództwem adm. Moragi (zakupione przez prezydenta 2 kanonierki torpedowe „Almirante Condell” i „Almirante Lynch” oraz uzbrojony parowiec „Imperial”) obrały kurs na Zatokę Caldera, gdzie stacjonowała flota powstańcza (2 okręty pancerne, korweta i 3 transportowce). W chwili gdy flota admirała Moragi wpływała do zatoki, znajdowały się w niej zaledwie dwie jednostki: fregata pancerna „Blanco Encalada” oraz jeden z transportowców. Reszta floty opuściła port już wcześniej. Widząc nadpływające okręty torpedowe, „Blanco Encalada” otworzył ogień, jednak atak nie przyniósł powodzenia. Wówczas to „Almirante Lynch” podpłynął na niewielką odległość odpalając torpedy, które rozerwały okręt pancerny, posyłając go na dno wraz ze 182 ludźmi załogi. 102 marynarzy dostało się do niewoli.
- Fregata pancerna „Blanco Encalada”